# 東大路憲太
東大路 憲太（ひがしおおじ けんた、男性、1994年1月4日 - ）は、日本の作曲家、編曲家。東京都出身。イマジン所属。

## 来歴
1994年東京生まれ。桐朋学園大学作曲科卒業。
井内啓二氏のアシスタントを経て劇伴作曲家としてデビュー。
クラシック音楽やハリウッド音楽からの影響が強く、本格的で高級感あるオーケストラサウンドを得意とする。
「全ての奏者に華を」をモットーとした譜面には定評があり、レコーディングをきっかけに数多くのミュージシャンから作曲の依頼を受けている。
コロナ禍の自粛期間には、スタジオミュージシャンら29名に声をかけ”ProjectTO”(T=宅録、O=オーケストラ)を発足。
自身のYoutubeで2曲のオリジナル曲を公開し、宅録オーケストラの可能性を示した。
ゲーム「プリンセスコネクト!Re:Dive」「ウマ娘 プリティーダービー」では、手掛けたBGMのクオリティを評価されたことで後に主題歌も作曲。
アニメ「ビルディバイド」劇伴(エレクトロニカ)、アニメ「ウマ娘」OP「ユメヲカケル！」(バンドサウンド)など、幅広いジャンルでの実績も豊富に持つ。
テレビアニメのオープニングや劇伴、ゲームのBGMなどを手がける。

## 主な作品

### アニメ

#### 音楽
2016年
- 初恋モンスター　主題歌「イノセント」（歌：蒼井翔太）

2018年
- 劇場版ポケットモンスター「みんなの物語」（共同：宮崎慎二・石塚玲依）

2019年
- 池袋PRアニメ（アニメーション制作：シャフト）
- SUPER SHIRO（共同：多田彰文）

2020年
- プリンセスコネクト!Re:Dive

2021年
- ウマ娘 プリティーダービー Season 2 オープニングテーマ「ユメヲカケル！」
- iiiあいすくりん
- ビルディバイド（共同：井内啓二）
- ポールプリンセス!!（エンディングテーマ・挿入歌の作曲・編曲も担当）

2023年
- 英雄王、武を極めるため転生す 〜そして、世界最強の見習い騎士♀〜
- 帰還者の魔法は特別です
- 劇場版 ポールプリンセス!!（主題歌・挿入歌の作曲・編曲も担当）

### ゲーム
2019年
- プリンセスコネクト！Re:Dive（BGM楽曲多数提供）

2020年
- サクラ革命 ～華咲く乙女達～ 主題歌 「SAKURA HIKARU Revolution」（作曲：田中公平 編曲：東大路憲太）
- プリンセスコネクト!Re:Dive 第2部 主題歌「Mirage Game」（作曲：田中公平 編曲：東大路憲太）

2021年
- ウマ娘 プリティーダービー 主題歌「GIRLS' LEGEND U」（作曲：本田晃弘 編曲：東大路憲太）

### 舞台
- スマイルマーメイド 主題歌「Endless Song」（2016年）歌：蒼井翔太